# U 85 (U-Boot, 1916)
U 85  war ein diesel-elektrisches U-Boot der deutschen Kaiserlichen Marine, das im Ersten Weltkrieg zum Einsatz kam. Es ging am oder nach dem 7. März 1917 aus ungeklärter Ursache verloren.

## Einsätze

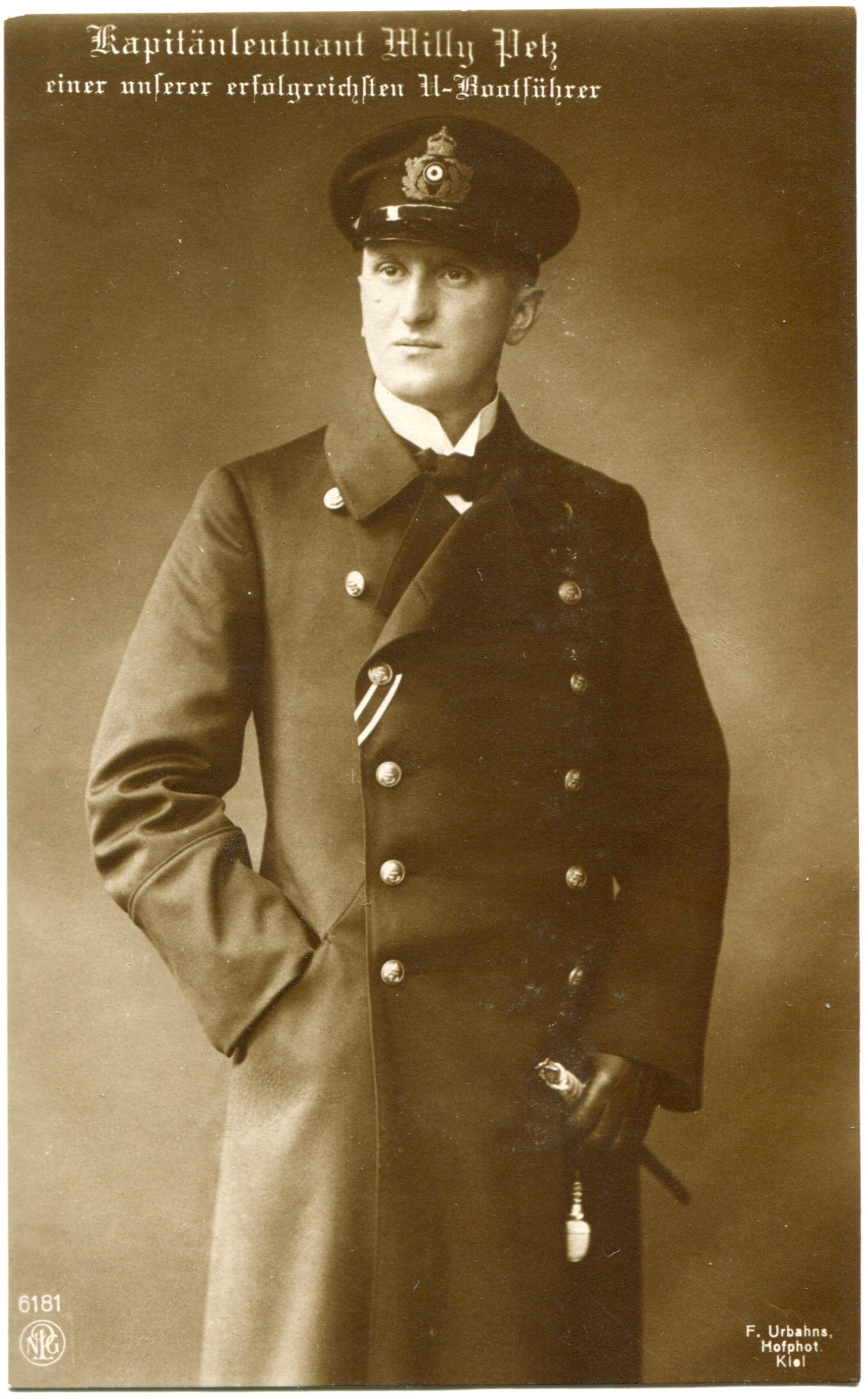
Kapitänleutnant Willy Petz

U 85 lief am 22. August 1916 bei der Germaniawerft in Kiel vom Stapel und wurde am 23. Oktober 1916 in Dienst gestellt. Ab Januar 1917 war das Boot der IV. U-Boot-Flottille in Emden und Borkum zugeordnet. Der erste und einzige Kommandant war Kapitänleutnant Willy Petz, welcher beim Untergang von U 85 umkam.
U 85 führte während des Ersten Weltkriegs drei Unternehmungen im östlichen Nordatlantik um die britischen Inseln durch. Dabei wurden fünf Handelsschiffe mit einer Gesamttonnage von 23.127 Bruttoregistertonnen (BRT) versenkt. Darunter befand sich neben britischen Schiffen auch das Frachtschiff Dicax unter norwegischer bzw. neutraler Flagge.
Das größte von U 85 versenkte Schiff war das britische Passagierschiff California (ca. 8.660 BRT). Die California wurde am 7. Februar 1917 südwestlich von Irland torpediert. Das Schiff befand sich auf einer Fahrt von New York nach Glasgow. Bei dem Untergang starben mehr als 40 Menschen.

## Verbleib
Am 7. März 1917 lief U 85 zu seiner dritten Feindfahrt in die Nordsee aus. Danach verliert sich seine Spur. Alle 38 Besatzungsmitglieder gelten als vermisst.
Lange Zeit wurde angenommen, U 85 sei am 12. März 1917 durch Artillerie der britischen U-Boot-Falle Privet im Ärmelkanal versenkt worden. Dieser Angriff galt jedoch dem deutschen Minen-U-Boot UC 68, das dabei nicht versenkt wurde.

## Sonstiges
U 85 war, wie auch seine Schwesterboote, sehr seetauglich. Die Serie wurde zum Vorbild für den Typ IX und ausländische Entwürfe.